# 教室系技官
教室系技官（きょうしつけいぎかん）は、日本の国立大学等の公的研究教育機関において、実験装置の操作や整備、実験で用いる薬品、器具類の管理を司る技官（技術職員）のことである。
国立大学等の公的研究教育機関にいる技官は、教室系技官と施設系技官（実験研究施設の建造物、電気設備、空調給排水設備など基盤設備の管理を司る技官）に区分される。
教室系技官の組織化は全国で進められているが、施設系技官を統括する文部科学省文教施設企画部のような、後ろ盾となる文部科学省部局は存在しない。